# Gunung Kakminggi
Gunung Kakminggi är ett berg i Indonesien.   Det ligger i provinsen Aceh, i den västra delen av landet, 1 500 km nordväst om huvudstaden Jakarta. Toppen på Gunung Kakminggi är 128 meter över havet.
Terrängen runt Gunung Kakminggi är varierad. Runt Gunung Kakminggi är det ganska tätbefolkat, med 62 invånare per kvadratkilometer. I omgivningarna runt Gunung Kakminggi växer i huvudsak städsegrön lövskog.